# G-Machine
La G-Machine est une machine Lisp de seconde génération distribuée par la société Symbolics en 1984. Elle fait suite ironiquement à la fin d'une époque, avec la disparition de la communauté hacker du AI Lab, et le lancement du projet GNU par Richard Stallman un an plus tôt.
Tous les successeurs de la G-Machine comme la machine Lisp I-Machine (réalisée en 1987), ne seront plus des évènements majeurs dans l'histoire de l'informatique.